# Colisão aérea de Brocklesby
No dia 29 de Setembro de 1940, uma colisão aérea ocorreu em Brocklesby, no estado de Nova Gales do Sul, Austrália. Os aviões envolvidos, dois Avro Anson da Escola de Treino de Voo de Serviço N.º 2 da RAAF, colidiram um com o outro enquanto voavam, ficando um preso em cima do outro depois da colisão, e depois aterraram em segurança. A colisão parou os motores do Avro Anson de cima, porém os motores do Anson de baixo continuaram a funcionar, permitindo que ambas as aeronaves continuassem a voar. Os navegadores e o piloto do Anson de baixo saltaram de paraquedas, e o piloto do Anson de cima, descobrindo que ainda conseguia manobrar os ailerons e as flaps da sua aeronave, continuou a pilotar e executou uma aterragem de emergência. Os quatro tripulantes sobreviveram ao acidente, e o Anson que ficou por cima pôde ser reparado e regressou ao serviço.

## Escola

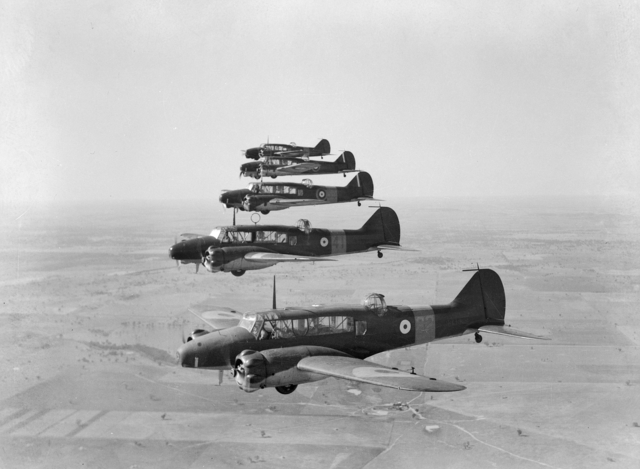
Cinco aviões Avro Ansons em formação

A Escola de Treino de Voo de Serviço N.º 2 da RAAF na Base aérea de Forest Hill, perto de Wagga Wagga, em Nova Gales do Sul, era uma de várias escolas de pilotagem formadas nos primeiros anos da Segunda Guerra Mundial, como parte da contribuição australiana para o Plano de Treino Aéreo da Comunidade Britânica. Depois da instrução básica de aeronáutica numa escola elementar de treino de voo, o pupilos eram colocados nas Escolas de Treino de Voo para aprender as técnicas que necessitariam para efectuar operações aéreas, incluindo o manuseamento de instrumentos de voo, voo nocturno, voos de longo alcance, acrobacias aéreas, voo em formação, bombardeamento de mergulho e manuseamento de armamento. A escola ainda estava em construção quando o primeiro curso com aviões Avro Anson começou.
No dia 29 de Setembro de 1940, dois aviões Anson descolaram da Base Aérea de Forest Hill para efectuar um voo de treino de longa distância. O Anson com número de cauda N4876 era pilotado por Leonard Graham Fuller, com 22 anos, juntamente com Ian Menzies Sinclair, de 27 anos, como navegador. O outro Anson, com número de cauda L9162, era pilotado por Jack Inglis Hewson de 19 anos, juntamente com Hugh Gavin Fraser, de 27 anos, como navegador. A rota estava planeada para passarem primeiro por Corowa, depois seguirem para Narrandera, e por fim voltarem para Forest Hill.

## Colisão e aterragem

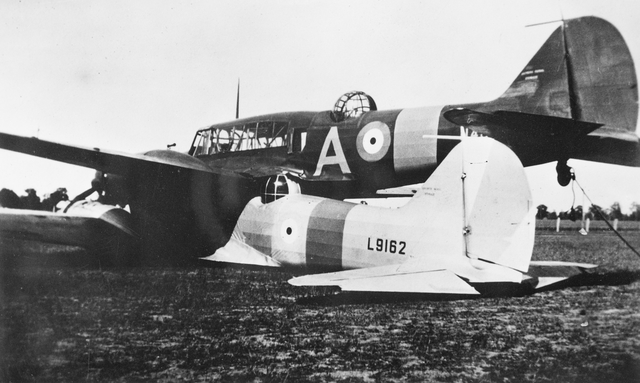
Vista a partir de trás de ambos os aviões

Ambos os aviões encontravam-se a voar a uma altitude de 300 metros sob a cidade de Brocklesby, perto de Albury, quando fizeram uma viragem da direcção. Fuller perdeu de vista o avião de Hewson e, momentos depois, ambos os aviões colidem em pelo voo e ficam presos um por cima do outro. Ambos os motores do Anson de cima ficaram danificados e deixaram de trabalhar, contudo os motores do Anson de baixo permaneceram a trabalhar normalmente. Fuller descreveu esta combinação anormal como estando “juntos que nem dois tijolos”. Apesar da situação anormal, o piloto descobriu que conseguia manobrar a sua aeronave e, de imediato, analisou a área onde estava para encontrar o melhor local possível para uma aterragem de emergência. Os dois navegadores, Sinclair e Fraser, saltaram da aeronave, seguidos de imediato por Hewson, o piloto do Anson de baixo, que sofreu ferimentos nas costas quando as pás das hélices da aeronave de cima foram contra a fuselagem do Anson de baixo. 

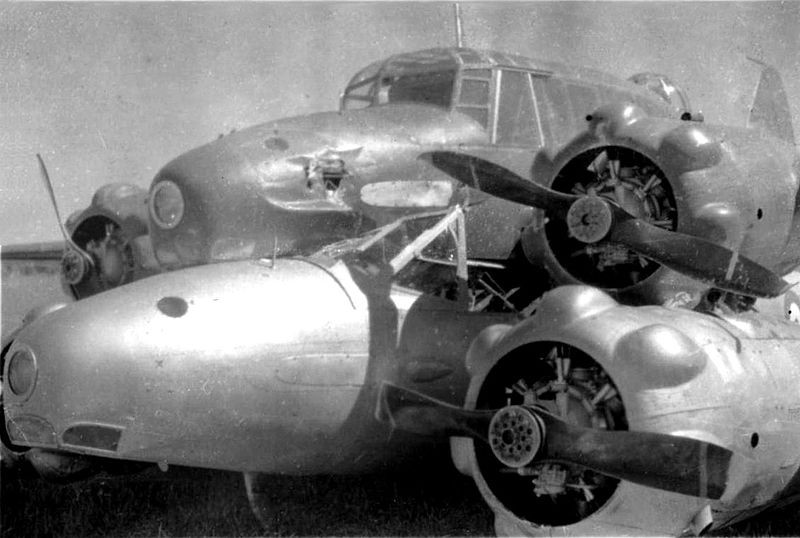
Vista frontal de ambos os aviões

Após a colisão, Fuller pilotou durante mais oito quilómetros, conseguindo realizar uma aterragem de emergência num campo de pasto a 6 km a sudoeste de Brocklesby. Fuller deslizou pelo campo durante 180 metros até parar. Segundo Fuller, esta aterragem forçada correu muito melhor do que nos treinos de simulação de aterragens forçadas que havia tido naquele mesmo dia. O seu superior, o Líder de Esquadrão Cooper, declarou que a escola do local para a aterragem foi “perfeita”, e que a aterragem em si havia sido executada da melhor maneira possível. O Inspector de Acidentes Aéreos da RAAF, o Capitão de Grupo Arthur Murphy, voou de imediato do quartel-general da Força Aérea em Melbourne para o local do acidente, acompanhado pelo seu vice Henry Winneke. Fuller relatou a Murphy: "Bem, senhor, eu fiz tudo o que me ensinaram a fazer durante uma aterragem forçada – localizar a superfície mais próxima a uma casa ou uma quinta e, se possível, aterrar contra o vento. E foi tudo o que eu fiz. Ali está a quinta, e ainda voei durante algum tempo até me encontrar contra o vento para aterrar. Não foi fácil manusear os comandos naquela condição."

## Conclusão

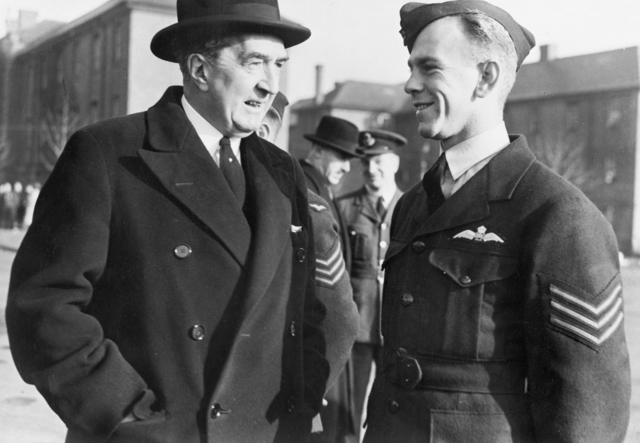
Fuller (à direita) com Stanley Bruce em Londres, 1941

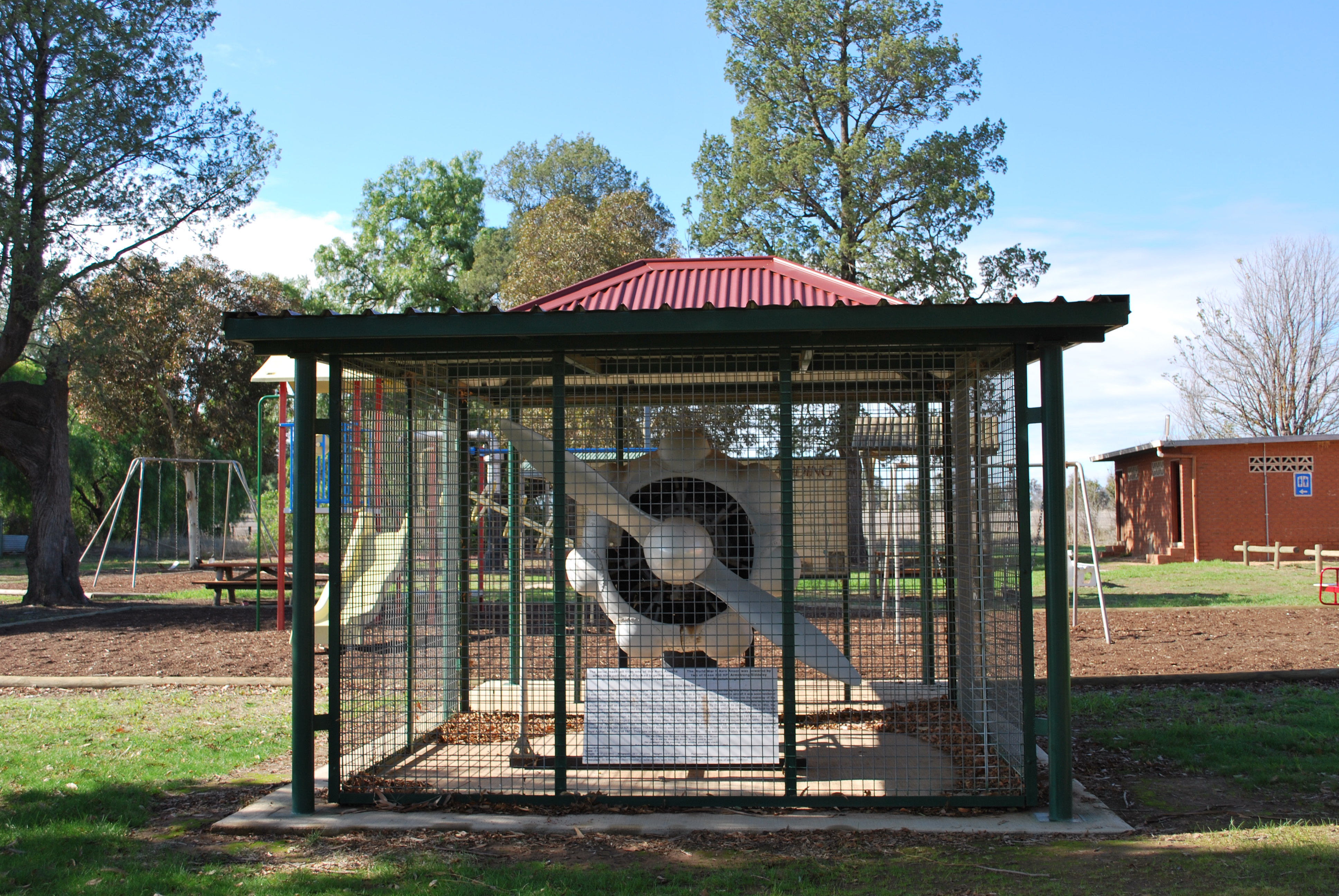
Monumento do acidente em Brocklesby, em 2009

Este acidente anormal recebeu cobertura jornalística por todo o mundo. Ao impedir o despenhamento de ambas as aeronaves, Fuller conseguiu não só evitar um acidente pior como ainda salvou equipamentos militares no valor de 40 000 libras. Ambos os aviões foram reparados; o Anson de cima voltou a efectuar voos, e o de baixo ficou em terra como plataforma de instrução. Hewson recebeu tratamento médico devido aos ferimentos e voltou ao activo, tendo-se graduado em Outubro de 1940. Foi dispensado da Força Aérea com o posto de Tenente, em 1946. Sinclair foi dispensado em 1945, também como Tenente. Fraser foi colocado na Grã-Bretanha e tornou-se piloto no Esquadrão N.º 206 da RAF, com base em Aldergrove, na Irlanda do Norte. Ele e a sua tripulação de três faleceram no dia 1 de Janeiro de 1942 durante um voo de treino, quando o seu Lockheed Hudson colidiu com uma árvore.
Fuller foi promovido a sargento depois da sua aterragem, contudo ficou detido na base durante 14 dias e obrigado a pagar o equivalente a 7 dias de serviço. Graduou-se em Outubro de 1940. Prestou serviço no Médio Oriente e, mais tarde, no teatro europeu pelo Esquadrão N.º 37 da RAF. Foi condecorado com a Distinguished Flying Medal pelas suas acções em Palermo, em Março de 1942. Novamente promovido no final do ano, tornou-se oficial instrutor na Unidade de Treino Operacional N.º 1 da RAAF em Sale, Victoria. Morreu perto de Sale no dia 18 de Março de 1944, tendo sido atropelado por um autocarro enquanto andava de bicicleta.

## Legado
De acordo com o conselho de Greater Hume Shire, a colisão aérea de 1940 permanece ainda hoje como o principal factor da fama da cidade de Brocklesby. Os residentes locais comemoraram o 50º aniversário do acidente com a inauguração de um monumento no lugar da aterragem; o monumento foi revelado por Tim Fischer, líder do Partido Nacional da Austrália, no dia 29 de Setembro de 1990. A 26 de Janeiro de 2007, um memorial com o motor de um Avro Anson foi inaugurado em Brocklesby durante as celebrações do Dia da Austrália.